# Latin Quarter

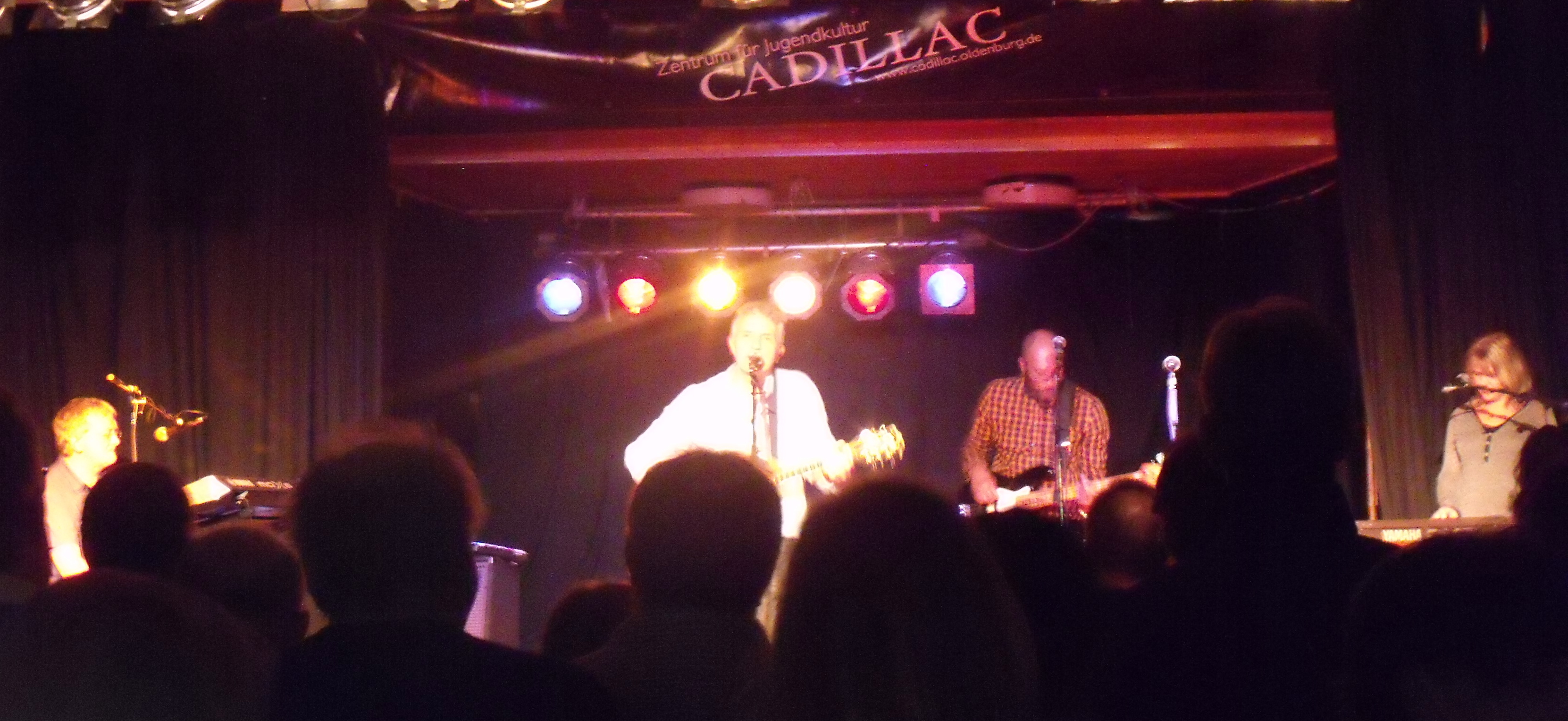
Latin Quarter (2012)

Latin Quarter ist eine englische Popband, die von 1983 bis 1998 bestand und 2011 ein Comeback startete.

## Geschichte
Latin Quarter wurde im August 1983 von Steve Skaith und Mike Jones, beide zuvor Mitglieder einer Menschenrechtsorganisation, sowie Richard Wright gegründet. Skaith war Sänger und Gitarrist, Wright spielte ebenfalls Gitarre. Jones war „nur“ Texter, galt aber, ohne ein Instrument zu spielen oder zu singen, stets als festes Mitglied der Gruppe. Später im Jahr stießen Yona Dunsford (Gesang, Keyboard) und Carol Douet (Gesang) hinzu. Von Beginn an war es die Intention der Gruppe, politisch und sozial relevante Texte mit eingängigen Melodien zu verbinden, um ihre Botschaft einer möglichst breiten Öffentlichkeit darlegen zu können.
Dieses Konzept schien bereits 1984 aufzugehen, als die erste Single Radio Africa, die sich mit den damaligen politischen Entwicklungen auf dem afrikanischen Kontinent befasste, einen respektablen Charterfolg erzielte und die Gruppe ins Gespräch brachte, der sich unmittelbar zuvor mit Greg Harewood (Bass), Steve Jeffries (Keyboard) und Rikki Stevens (Schlagzeug) drei weitere Musiker angeschlossen hatten. Nach dem Erfolg von Radio Africa nahm das Label Rockin’ Horse Records die Band unter Vertrag; im folgenden Jahr wurde mit Modern Times das erste Album veröffentlicht. Latin Quarter setzte darauf die politische Linie fort – unter anderem mit dem Titel America for Beginners, in dem der Rechtsruck in den USA seit dem Amtsantritt von Ronald Reagan beklagt wurde. Der Titelsong Modern Times beschäftigte sich mit der McCarthy-Ära. Das Album wurde im kontinentalen Europa ein Erfolg, erreichte unter anderem in den deutschen Charts die Top 20, wurde allerdings im heimischen Großbritannien kaum beachtet.
1987 folgte das Album Mick and Caroline. Jeffries und Stevens wurden durch Martin Lascalles (Keyboard) und Darren Abraham (Schlagzeug) ersetzt. Die musikalische Vielfalt und die weiterhin politisches Engagement ausdrückende Themenpalette konnten allerdings über den mangelnden kommerziellen Erfolg nicht hinwegtäuschen; zudem beklagte die Gruppe fehlende Unterstützung der Plattenfirma. So wechselte Latin Quarter 1989 zum britischen RCA-Label, auf dem das dritte Album Swimming Against the Stream veröffentlicht wurde. Die Band bestand zu diesem Zeitpunkt nur noch aus Skaith, Harewood, Dunsford, Wright und dem Texter Jones; die restlichen Mitglieder hatten sich aufgrund des mangelnden Erfolges verabschiedet. Auch dieser Veröffentlichung waren trotz (oder gerade wegen) erneut anspruchsvoller Texte keine hohen Verkaufszahlen beschieden. Da auch die Vermarktung nicht den Vorstellungen der Gruppe entsprach, war die Zusammenarbeit mit RCA England schnell beendet. Zwar wurde relativ schnell ein neuer Vertrag bei RCA Deutschland unterzeichnet, doch zur Veröffentlichung eines regulären Albums kam es nicht mehr. Probleme innerhalb der Band führten zu deren Auflösung. 1990 erschien lediglich noch Nothing Like Velvet, eine Zusammenstellung aus B-Seiten, Live-Aufnahmen und Demo-Bändern. Dazu gehört auch February 1990, eine deutliche politische Stellungnahme zugunsten der nicaraguanischen Sandinisten.
Während ihres gesamten Bestehens war die Band besonders in Deutschland recht populär gewesen, weshalb es wenig verwunderte, dass mit Cloud Nine Records 1992 ausgerechnet ein deutsches Label an Skaith und Jones herantrat und eine Zusammenarbeit anbot. Das Ergebnis war das 1993 erschienene Album Long Pig, das wieder zahlreiche Kommentare zum politischen Zeitgeschehen enthielt. Neben Skaith und Jones war als letztes festes Bandmitglied Wright mit von der Partie. Doch das Pech blieb Latin Quarter treu. Die Platte wurde erneut ein Misserfolg, das Label ging pleite.
Das Trio gab nicht auf und 1996 gelang ein Vertragsabschluss mit dem deutschen Label SPV. Hier erschien im folgenden Jahr Bringing Rosa Home. Skaith brachte sich nun neben Jones stärker ins Songwriting ein, wobei seine Texte (Angel, Branded) mehr persönlicher als gesellschaftskritischer Natur waren. Bringing Rosa Home litt allerdings noch stärker als der Vorgänger unter dem Fehlen der gesangstechnischen Vielfalt, für die zuvor Yona Dunsford gesorgt hatte. Deprimiert über den erneut ausbleibenden Erfolg des Albums, lösten die drei verbliebenen Bandmitglieder Latin Quarter schließlich auf.
Mike Jones, frustriert über den mangelnden Erfolg, den Latin Quarter trotz seines jahrelangen Engagements hatte, trat später eine Tätigkeit als Lehrgangsdirektor am Institut für Populäre Musik an der Universität von Liverpool an. Steve Skaith stellte mit der Steve Skaith Band eine neue Gruppe zusammen, die neben ihm durchweg aus mexikanischen Musikern besteht. Mit ihr veröffentlichte er die Alben Mexile (2003), Empires & Us (2005) und Imaginary Friend (2007).
Im Laufe des Jahres 2009 nahm Skaith zusammen mit Musikern aus seiner neuen Wahlheimat Bournemouth (Südengland) ein Album mit neuen Versionen von Latin-Quarter-Klassikern auf, das im Januar 2010 als Latin Quarter Revisited erschien. Bereits im November 2009 tourte die Steve Skaith Band in der Besetzung Steve Skaith (Gesang, Gitarre), Ricardo Serrano (Schlagzeug), Catherine Burke (Flöte, Mandoline, Klarinette, Backing Vocals) und Anthony Machell (E-Bass) ausgiebig durch Deutschland.
2011 fand die Band in Originalbesetzung wieder zusammen (Greg Harewood, Yona Dunsford, Steve Jeffries, Steve Skaith und Mike Jones) und nahm ein Album mit neuen Songs auf. Ocean Head erschien im Februar 2012. Neben einzelnen Auftritten in Großbritannien (London, Liverpool, Bournemouth) spielten Latin Quarter im Februar/März 2012 eine Tour durch Deutschland. Im März 2014 wurde das Album Tilt veröffentlicht. 2015 brachte Steve Skaith das Album „Bare Bones“ mit Neuaufnahmen seiner für Latin-Quarter komponierten Stücke heraus.
Am 16. September 2016 veröffentlichte die Band das Album The Imagination of Thieves, erneut weitgehend komponiert von Steve Skaith. Im Anschluss ging die Band auf Tournée durch Deutschland mit einigen abschließenden Konzerten in Großbritannien. Die – ausschließlich männliche – Besetzung waren Steve Skaith (Gesang, Gitarre), Steve Jeffries (Keyboard), Martin Ditcham (Perkussion) und als neues Mitglied der südafrikanische Bassist Yo Yo Buys.

## Diskografie

### Alben
| Jahr | Titel                       | Höchstplatzierung, Gesamtwochen, AuszeichnungChartplatzierungen (Jahr, Titel, Platzierungen, Wochen, Auszeichnungen, Anmerkungen) | Höchstplatzierung, Gesamtwochen, AuszeichnungChartplatzierungen (Jahr, Titel, Platzierungen, Wochen, Auszeichnungen, Anmerkungen) | Höchstplatzierung, Gesamtwochen, AuszeichnungChartplatzierungen (Jahr, Titel, Platzierungen, Wochen, Auszeichnungen, Anmerkungen) | Anmerkungen |
| Jahr | Titel                       | DE | CH | UK | Anmerkungen |
| ---- | --------------------------- | --- | --- | --- | ----------- |
| 1986 | Modern Times                | DE24 (13 Wo.)DE | — | UK91 (2 Wo.)UK | VÖ: 1985    |
| 1987 | Mick and Caroline           | DE20 (11 Wo.)DE | CH26 (2 Wo.)CH | UK96 (1 Wo.)UK |             |
| 1989 | Swimming Against the Stream | DE38 (8 Wo.)DE | — | — |             |

Weitere Studioalben
- 1993: Long Pig
- 1997: Bringing Rosa Home
- 2012: Ocean Head
- 2014: Tilt
- 2016: The Imagination of Thieves
- 2018: Pantomime of Wealth
- 2021: Releasing the Sheep

### Kompilationen
| Jahr | Titel        | Höchstplatzierung, Gesamtwochen, AuszeichnungChartplatzierungen (Jahr, Titel, Platzierungen, Wochen, Auszeichnungen, Anmerkungen) | Höchstplatzierung, Gesamtwochen, AuszeichnungChartplatzierungen (Jahr, Titel, Platzierungen, Wochen, Auszeichnungen, Anmerkungen) | Höchstplatzierung, Gesamtwochen, AuszeichnungChartplatzierungen (Jahr, Titel, Platzierungen, Wochen, Auszeichnungen, Anmerkungen) | Anmerkungen |
| Jahr | Titel        | DE | CH | UK | Anmerkungen |
| ---- | ------------ | --- | --- | --- | ----------- |
| 1997 | Radio Africa | DE76 (… Wo.)DE | — | — |             |

Weitere Kompilationen
- 1990: Nothing Like Velvet

### Singles
| Jahr | Titel Album                                      | Höchstplatzierung, Gesamtwochen, AuszeichnungChartplatzierungen (Jahr, Titel, Album, Platzierungen, Wochen, Auszeichnungen, Anmerkungen) | Höchstplatzierung, Gesamtwochen, AuszeichnungChartplatzierungen (Jahr, Titel, Album, Platzierungen, Wochen, Auszeichnungen, Anmerkungen) | Höchstplatzierung, Gesamtwochen, AuszeichnungChartplatzierungen (Jahr, Titel, Album, Platzierungen, Wochen, Auszeichnungen, Anmerkungen) | Anmerkungen |
| Jahr | Titel Album                                      | DE | CH | UK | Anmerkungen |
| ---- | ------------------------------------------------ | --- | --- | --- | ----------- |
| 1985 | Toulouse Modern Times                            | — | — | UK93 (1 Wo.)UK |             |
| 1986 | Radio Africa Modern Times                        | — | — | UK19 (15 Wo.)UK |             |
| 1986 | Modern Times                                     | — | — | UK85 (3 Wo.)UK |             |
| 1986 | America for Beginners Modern Times               | — | — | UK99 (1 Wo.)UK |             |
| 1987 | Nomzamo (One People One Cause) Mick and Caroline | — | — | UK73 (2 Wo.)UK |             |

Weitere Singles
- 1985: The New Millionaires
- 1985: No Rope as Long as Time
- 1987: I (Together)
- 1989: Blameless
- 1989: Swimming Against the Stream
- 1989: Dominion / Wir töten, was wir lieben
- 1990: Truth About John
- 1997: Bringing Rosa Home
- 1997: Branded
- 1997: Angel
- 2011: Even Superman (Is Dead)
- 2012: If I Believed in God
- 2015: I Am Refugee

### Videoalben
- 2006: Live at Full House (DVD, Konzertmitschnitt vom 5. März 1986 aus Hannover)